# 中出しスパイの挿入捜査 -子宮の平和は俺が守る!-
『中出しスパイの挿入捜査 -子宮の平和は俺が守る!-』（なかだしすぱいのそうにゅうそうさ　しきゅうのへいわはおれがまもる!）は、softhouse-sealが2010年10月22日に発売したアダルトゲームである。

## あらすじ
井伊山伴斗は世界の出産・少子化調査と性犯罪防止の秘密諜報機関「世界子宮情報局」に所属する諜報員で、自らの判断で性行為しても不問にできる「Hのライセンス」を持つ『中出しスパイ』である。今日も世界の性関係を調査すべく世界中を駆け巡る。

## 登場人物
井伊山 伴斗（いいやま はんと）
主人公。普段は妹・妹実と生活をするサラリーマンだが、秘密諜報機関「世界子宮情報局」に所属する諜報員で、自らの判断で性行為しても不問にできる「Hのライセンス」を持つ『中出しスパイ』である。元々は父親も諜報員だったが、妻と一緒に事故死し、機関は伴斗に才能を見出し教育、父の跡を継ぎ、世界子宮情報局のために日夜世界を駆け巡っている。
レスティ・ヘイム・スクリングラ
声：のらのねこ
世界子宮情報局に所属する女諜報員で伴斗の相棒。両親は物心付く前から死別しており、レスティに才能（特に容姿）を見出した機関が幼い頃より教育したため運動能力は伴斗より上。しかしそのため子供の頃は娯楽を楽しむ事ができなく、その反動で自由が利き金銭的に余裕のある現在では暇さえあれば漫画やゲームに勤しんでいる。現場で任務する伴斗とは異なり諜報活動や物資の調達・運搬担当なため性に対する知識は疎く、処女。
七尾 奈菜（ななお なな）
声：早乙女碧
「世界子宮情報局」と対立する組織・「子宮を保護する市民の会」に所属する諜報員。真面目な性格で、伴斗をライセンスを盾にするただのレイプ魔としか見てなく、いたる処で伴斗の邪魔をするがことごとく失敗する。
井伊山 妹実（いいやま まいみ）
声：朝倉奏美
伴斗の実妹で学生。物心がつく前に両親と死別し、伴斗と兄妹水入らずで生活している。父親と伴斗が諜報員というのは全く知らないが、年と共に感働きが冴えはじめ、出張ばかりする伴斗を疑うようになる。
小水 瀬秋（こみなせ あき）
声：春河あかり
作中で伴斗のターゲットとなっている女性で人妻。結婚早々に長期海外赴任となった夫となかなかSEXが出来ず欲求不満気味で、通販で大人のおもちゃで自慰にふける毎日を過ごしている。
草壁 紗希（くさかべ さき）
声：加乃みるく
資産家の長女で、幼い頃よりテーブルマナーや帝王学など縛り付けられた人生を送っており、ストレス解消のためSMにハマるようになった。そのため人前では上品なお嬢様を演じているが、一人になると一変してどS女王になる。
草壁 るり（くさかべ るり）
声：沢代りず
資産家の次女で紗希の妹。両親に期待されている姉に対し、その両親に全くかまってもらえずずっと一人ぼっちだった人生を送っていた。最近は誰にも見えない「相手にしてくれるるりのお姉様」が見えるようになっているなど、精神的に病みはじめている。